# Adel Ibrahim Moustafa
Adel Ibrahim Moustafa (ar. عادل إبراهيم مصطفى; ur. 18 stycznia 1930, zm. 28 października 2005) – egipski zapaśnik walczący w obu stylach. Dwukrotny olimpijczyk. Odpadł w eliminacjach w Londynie 1948, w stylu wolnym i w Helsinkach 1952, w stylu klasycznym. Startował w kategorii 73 – 79 kg.
Uczestnik mistrzostw świata w 1950. Mistrz igrzysk śródziemnomorskich w 1951; drugi w 1955 roku.
Był synem Ibrahima Mustafy, zapaśnika i złotego medalisty olimpijskiego z Amsterdamu 1928.